# Antti Oskari Tokoi
Antti Oskari Tokoi (Kannus, 15 de abril de 1873 – Fitchburg, 4 de abril de 1963) foi um político finlandês.